# Истребитель демонов: Поезд «Бесконечный»
«Истреби́тель де́монов: По́езд „Бесконе́чный“» (яп. 劇場版「鬼滅の刃」 無限列車編 Гэкидзё:-бан «Кимэцу но яиба» Мугэн рэсся-хэн, англ. Demon Slayer: Kimetsu no Yaiba – The Movie: Mugen Train) — японский аниме-фильм в жанрах фэнтези и боевика, основанный на сюжетной арке «Поезд „Бесконечный“» из серии манги «Истребитель демонов», написанной Коёхару Готогэ. Фильм является прямым продолжением первого сезона одноимённого аниме-сериала, режиссёром выступил Харуо Сотодзаки, а сценаристами — сотрудники студии Ufotable. Производством занималась Ufotable совместно с Aniplex и Shueisha.
Премьера в Японии состоялась 16 октября 2020 года, дистрибьютором выступила компания Toho (совместно с Aniplex). Премьера в России состоялась 20 мая 2021 года. Фильм получил в основном положительные отзывы от критиков по всему миру за повествование, эмоциональную составляющую, боевые сцены и анимацию и собрал $507 млн в мировом прокате при бюджете в $16 млн, став самым кассовым фильмом 2020 года и первым фильмом неголливудского производства, возглавившим прокат. Фильм побил несколько рекордов кассовых сборов, в том числе стал самым кассовым аниме-фильмом в истории, а также самым кассовым фильмом в Японии.
Проект получил множество наград, в том числе 44-ю премию Японской киноакадемии в категории «Лучший анимационный фильм года», а также премию Hochi Film Award в категории «Лучший анимационный фильм».
3 февраля 2023 года в японский прокат вышел второй фильм серии — «Истребитель демонов: Деревня кузнецов». Он является компиляцией сцен из сюжетных арок «Квартал красных фонарей» и «Деревня кузнецов».

## Сюжет
Кагая Убуясики, глава истребителей демонов, приходит вместе со своей женой Аманэ на кладбище, где похоронены покойные истребители демонов. Оплакивая тех, кто отдал свои жизни в многолетней борьбе с королём демонов Мудзаном Кибуцудзи и его армией, он заявляет, что человеческий дух всегда будет готов принять вызов.
Тандзиро Камадо, его сестра-демон Нэдзуко и его друзья Дзэницу Агацума и Иноскэ Хасибира садятся на поезд «Бесконечный», чтобы помочь пламенному столпу Кёдзюро Рэнгоку в охоте на демона, по вине которого пропало сорок человек. Вскоре после посадки на них нападают двое демонов, которых Кёдзюро без промедления убивает. Затем все они, кроме Нэдзуко, оказываются околдованы и засыпают глубоким сном под воздействием магии крови Эмму, первой старой луны из Дюжины бесовских лун (одного из самых слабых её членов).
Эмму приказывает четверым пассажирам, страдающим от сильной бессонницы, проникнуть в сны истребителей демонов и уничтожить ядра их сознаний, чтобы те более не проснулись. Взамен Эмму обещает даровать им спокойный сон. Истребители демонов видят счастливые сны; Тандзиро воссоединяется со своей покойной семьёй, Кёдзюро вспоминает о своём прошлом, а именно о своём младшем брате Сэндзюро и их отце-алкоголике Синдзюро, Дзэницу грезит о спокойной жизни с Нэдзуко, а Иноскэ представляет себя главой компании. Никому из пассажиров не удаётся уничтожить ядра их сознаний. При помощи Нэдзуко Тандзиро понимает, что он спит, после чего со слезами на глазах покидает свою семью и пытается пробудиться, в чём преуспевает, увидев своего отца, который призывает убить себя во сне.
Тем временем Нэдзуко использует свою магию крови, пирокинез, чтобы оборвать связь пассажиров с сознаниями мечников и разбудить их. Разъярённые из-за его вмешательства, пассажиры атакуют Тандзиро, который выводит из строя всех, кроме того, кто проник в его сон, так как тот отказался подчиняться воле Эмму, даже несмотря на тот факт, что он болен туберкулёзом. Пока Нэдзуко будит остальных, Тандзиро сталкивается на крыше поезда с Эмму и в ходе битвы отрубает демону голову, но Эмму сообщает, что стал единым целым с поездом и собирается поглотить всех пассажиров.
Проснувшийся Кёдзюро приказывает Иноскэ и Тандзиро искать шею Эмму, в то время как сам остаётся защищать пассажиров вместе с Нэдзуко и Дзэницу. Тандзиро и Иноскэ находят шею Эмму в машинном отделении, но их застают врасплох его защитные манёвры, в том числе магия крови, из-за которой противников постоянно клонит в сон. Проводник, которому демон также обещал спокойный сон, ранит Тандзиро, но с помощью Иноскэ тому удаётся обнажить и уничтожить шею Эмму, убивая его и сводя поезд с путей. Пока Тандзиро пытается залечить раны, Кёдзюро помогает ему остановить кровь при помощи техники дыхания.
Внезапно на них нападает третья молодая луна из Дюжины (один из самых сильных её членов), демон по имени Акадза, который пытается убедить Кёдзюро стать демоном ради бессмертия, чувствуя его безмерную силу. Кёдзюро отказывается и приказывает Тандзиро и Иноскэ отступать, в то время как сам вступает в схватку с Акадзой. Столп оказывается не в состоянии поспевать за способностью Акадзы к регенерации, и демон смертельно ранит его, пронзая солнечное сплетение. Кёдзюро пытается удержать его на открытой местности до тех пор, пока не взойдёт солнце, но Акадза освобождается, ломая катану Кёдзюро, и сбегает в близлежащий лес.
Тандзиро предпринимает последнюю попытку остановить демона, бросая в того свой меч, который пронзает его грудную клетку, но тот всё равно сбегает, пока Тандзиро кричит ему вслед, называя трусом. Кёдзюро даже не пытается продлить свою жизнь при помощи техники дыхания и завещает Тандзиро и его друзьям продолжить его дело, после чего умирает, воссоединяясь со своей матерью в загробном мире. Пока Тандзиро и друзья оплакивают смерть Кёдзюро, остальным столпам становится известно о его гибели, а Кагая поощряет того за то, что он не позволил никому из пассажиров или друзей умереть в своём присутствии, и заявляет, что будет рад воссоединиться с ним, когда умрёт сам.

## Роли озвучивали
| Персонаж                                                | Сэйю              |
| ------------------------------------------------------- | ----------------- |
| Тандзиро Камадо (яп. 竈門 炭治郎 Камадо Тандзиро:)      | Нацуки Ханаэ      |
| Нэдзуко Камадо (яп. 竈門 禰豆子 Камадо Нэдзуко)         | Акари Кито        |
| Дзэницу Агацума (яп. 我妻 善逸 Агацума Дзэнъицу)        | Хиро Симоно       |
| Иноскэ Хасибира (яп. 嘴平 伊之助 Хасибира Иносукэ)      | Ёсицугу Мацуока   |
| Кёдзюро Рэнгоку (яп. 煉獄 杏寿郎 Рэнгоку Кё:дзюро:)     | Сатоси Хино       |
| Эмму / первая старая луна (яп. 魘夢 Эмму)               | Дайсукэ Хиракава  |
| Акадза / третья молодая луна (яп. 猗窩座 Акадза)        | Акира Исида       |
| Рука Рэнгоку (яп. 煉獄 瑠火 Рэнгоку Рука)               | Мэгуми Тоёгути    |
| Синдзюро Рэнгоку (яп. 煉獄 槇寿郎 Рэнгоку Синдзюро:)    | Рикия Кояма       |
| Сэндзюро Рэнгоку (яп. 煉獄 千寿郎 Рэнгоку Сэндзюро:)    | Дзюнъя Эноки      |
| Тандзюро Камадо (яп. 竈門 炭十郎 Камадо Тандзю:ро:)     | Синъитиро Мики    |
| Киэ Камадо (яп. 竈門 葵枝 Камадо Киэ)                   | Хоко Кувасима     |
| Такэо Камадо (яп. 竈門 竹雄 Камадо Такэо)               | Ё Таити           |
| Ханако Камадо (яп. 竈門 花子 Камадо Ханако)             | Кономи Кохара     |
| Сигэру Камадо (яп. 竈門 茂 Камадо Сигэру)               | Каэдэ Хондо       |
| Рокута Камадо (яп. 竈門 六太 Камадо Рокута)             | Аой Кога          |
| Синобу Котё (яп. 胡蝶 しのぶ Котё: Синобу)              | Саори Хаями       |
| Гёмэй Химэдзима (яп. 悲鳴嶼 行冥 Химэдзима Гё:мэй)      | Томокадзу Сигута  |
| Тэнгэн Удзуй (яп. 宇髄 天元 Удзуй Тэнгэн)               | Кацуюки Кониси    |
| Санэми Синадзугава (яп. 不死川 実弥 Синадзугава Санэми) | Томокадзу Сэки    |
| Обанай Игуро (яп. 伊黒 小芭内 Игуро Обанай)             | Кэнъити Судзумура |
| Гию Томиока (яп. 富岡 義勇 Томиока Гию:)                | Такахиро Сакураи  |
| Кагая Убуясики (яп. 産屋敷 耀哉 Убуясики Кагая)         | Тосиюки Морикава  |
| Аманэ Убуясики (яп. 産屋敷 天音 Убуясики Аманэ)         | Рина Сато         |

## Производство
Юма Такахаси, продюсер аниме-сериала, сообщил о своём намерении продолжить сотрудничество с творческим коллективом Ufotable. Проект-сиквел был одобрен после успеха телесериала. Фильм был признан лучшим форматом для арки «Поезд „Бесконечный“» в связи с тем, что она самая короткая по сравнению с остальными и содержит больше элементов драмы. Актёрскому составу стало известно о кинопроекте во время производства первого сезона аниме. К работе над фильмом были привлечены те же актёры и съёмочная группа, что работали над сериалом. Режиссёром выступил Харуо Сотодзаки, а аниматором и монтажёром — Акира Мацусима и Манабу Камино соответственно. Фильм был анонсирован 28 сентября 2019 года, сразу после выхода в эфир последнего эпизода телесериала.

## Премьера

### Кинопрокат
Фильм вышел в прокат Японии 16 октября 2020 года. В связи с переносом многих крупных премьер вследствие влияния пандемии COVID-19 число кинотеатров, в которых демонстрировался фильм, было выше, чем обычно. В пределах страны лента вышла в общей сложности в 403 кинотеатрах, 38 из них — IMAX. 30 октября 2020 года фильм вышел на Тайване (самая близкая к японской премьере дата), 20 мая 2021 года — в России, а 13 августа 2021 года — в Индии (самая поздняя дата). Прокат в Китае был отменён из-за ситуации, связанной с фильмом «Охотник на монстров», побудившей китайских цензоров дважды анализировать планируемые для проката иностранные фильмы.

### Физические носители
В Японии фильм был выпущен на DVD и Blu-ray 16 июня 2021 года; в первый день было продано более 800 000 копий, а за три дня — более 1 млн. В Северной Америке цифровой релиз состоялся 22 июня 2021 года; фильм стал доступен для предзаказа 26 апреля 2021 года. В тот же день, за два месяца до официальной премьеры, фильм случайно был выпущен на платной основе в PlayStation Store на несколько часов; позднее он был удалён, однако это привело к распространению в Интернете нелегальных копий. После релиза на VOD-сервисах в Северной Америке фильм занял первые места на Vudu, Google Play и YouTube. 16 октября 2020 года вышла новеллизация фильма.

### Телевизионная версия
Первая сюжетная арка второго сезона аниме-сериала под названием «Поезд „Бесконечный“» является расширенной и перекомпилированной версией фильма, состоящей из семи эпизодов. Первая часть арки является оригинальным эпизодом, сосредоточенным на действиях Кёдзюро непосредственно до событий фильма, а остальные шесть являются перекомпилированными отрезками из полнометражной ленты с небольшими изменениями, внесёнными с целью соответствия стандартному формату эпизодов. Арка транслировалась в Японии с 10 октября по 28 ноября 2021 года.

## Реакция

### Кассовые сборы
«Истребитель демонов: Поезд „Бесконечный“» собрал по всему миру более $507,1 млн при 41 млн проданных билетов, став таким образом самым кассовым фильмом 2020 года, а также самым кассовым аниме и фильмом японского производства в истории. Это первый в истории случай, когда лидером мирового проката стал фильм неголливудского производства. Проект также стал самым кассовым в истории анимационным фильмом с прокатным рейтингом R, обойдя «Полный расколбас».
В сентябре и октябре 2020 года, ещё до релиза в Японии, фильм установил месячные рекорды предварительных продаж билетов. В момент премьеры фильм также побил множество рекордов проката, в том числе имел самые большие сборы в дебютный уик-энд (¥4,6 млрд, $44 млн), самое скорое достижение отметки в ¥10 млрд (десять дней), ¥20 млрд (24 дня) и ¥30 млрд (59 дней). Он также стал самым успешным релизом в Японии в формате IMAX, собрав $25 млн и обойдя тем самым фильм «Богемская рапсодия», собравший в 2018 году $13 млн. Лента стала первым фильмом, возглавлявшим чарты японского проката в течение десяти недель подряд, и оставалась в топ-10 в течение 32 недель, что является вторым по Японии результатом после фильма «Титаник», который в конце 1990-х годов удерживал позицию 40 недель. За 73 дня он стал самым кассовым фильмом в Японии в истории, собрав ¥32,48 млрд и обойдя аниме-фильм «Унесённые призраками», которому данное звание принадлежало 19 лет подряд. Через 220 дней после релиза фильм стал первым в истории японского кинематографа проектом, собравшим ¥40 млрд.
За пределами Японии больше всего (US$47,7 млн) фильм собрал в США и Канаде, где он был выпущен 23 апреля 2021 года и стал вторым самым кассовым аниме-фильмом на внутреннем рынке, уступив лишь ленте «Покемон: Фильм первый», чьи сборы составили US$85,7 млн Собрав $19,5 млн в первый уик-энд в североамериканском прокате, проект показал лучший старт для выпущенного в Северной Америке иностранного фильма. Он стал самым кассовым анимационным фильмом на Тайване, собрав NT$360 млн (US$12,6 млн) в первый уик-энд и завершив прокат с результатом в NT$634 млн. Также он стал самым кассовым аниме-фильмом в некоторых других странах, в том числе в Сингапуре, где он был выпущен 12 ноября 2020 года и собрал S$2,42 млн ($1,83 млн), в Малайзии, где премьера состоялась 5 марта 2021 года, а сборы составили более RM 4,3 млн, обойдя фильм «One Piece: Паническое бегство», собравший RM 3,3 млн, в Таиланде, где проект в первый уик-энд побил рекорд фильма «Твоё имя» и собрал ฿123 млн, и в России, где сборы составили 118,7 млн рублей ($1,7 млн); в 2023 году российский рекорд был побит аниме-фильмом «Мальчик и птица», собравшим за десять дней более 192 млн рублей. В Гонконге фильм вышел 12 ноября 2020 года и в течение четырёх недель подряд возглавлял местный прокат, однако 2 декабря кинотеатры Гонконга были закрыты в связи с четвёртой волной пандемии COVID-19 в районе; повторное открытие кинозалов состоялось лишь 18 февраля 2021 года.
Роланд Кельтс приписывает успех фильма в прокате нескольким различным факторам, в том числе к премьере в относительно спокойный период пандемии COVID-19 в Японии, когда кинотеатры были открыты, но при этом практически отсутствовали крупные конкуренты, и продолжительному релизу манги, аниме и фильма, со временем сформировавших интерес у аудитории.

### Отзывы критиков
На сайте-агрегаторе рецензий Rotten Tomatoes рейтинг фильма составляет 98 % при 49 положительных отзывах со средней оценкой 7,8/10. Консенсус сайта гласит: «Через визуально потрясающую анимацию и мастерские экшен-сцены „Истребитель демонов“ показывает душевную историю, которая точно удовлетворит фанатов». Metacritic, выставляющий оценки по среднему арифметическому взвешенному, присвоил фильму 72 балла из 100 возможных на основе 10 отзывов, что указывает на «в целом положительные отзывы». После премьеры в Северной Америке зрители, опрошенные для PostTrak, дали фильму 92 % положительных оценок. На Japan Media Arts Festival в 2022 году «Истребитель демонов: Поезд „Бесконечный“» вошёл в рубрику «Рекомендации жюри».
Обозреватель Crunchyroll Дэрил Хардинг оставил положительный отзыв о фильме, похвалив смесь 2D и 3D-анимации, музыку и персонажей. Дэвид Эрлих из IndieWire, давший фильму оценку «C» по шкале от A до F, также похвалил визуальную составляющую и персонажей Кёдзюро Рэнгоку и Эмму, но сказал, что присваивать картине рейтинг R было необязательно. С другой стороны, Ким Моррисси из Anime News Network и Питер Дебрюж из Variety не в положительном ключе сравнивали качество анимации с той, что использована в телесериале. Хардинг, Эрлих, Моррисси и Дебрюж отметили, что перед просмотром фильма им было необходимо ознакомиться с первым сезоном аниме-сериала.
Российские критики также отнеслись к фильму с теплотой. Русскоязычный портал «Критиканство» присвоил ему 78 баллов из 100 возможных на основе 8 отзывов и поместил его на 27 место в своём списке лучших фильмов за 2021 год.
Рецензент Film.ru Максим Бугулов оценил фильм на 7 баллов из 10 и похвалил его боевые сцены, анимацию и драму («очень яркие и красивые бои, отвратительная трехмерная анимация и водопады слез в конце. Герои „Истребителя демонов“ и в сериале не скрывали своих эмоций, но в полнометражной картине рыдают все, даже птицы. С самоотверженностью истинных буси, разумеется»), но также отметил тот факт, что «в рейс не включен кондуктор, поясняющий детали и обстоятельства по ходу движения», хотя это, по его мнению, и не мешает восприятию картины. Опять же по его мнению, несмотря на то, что «„Бесконечный поезд“ идеально подогнан под типичную серию „Истребителя“, разве что длиннее», «кое-какие коррективы хронометраж все же вносит. Привычные юмористические зарисовки вскоре уступают место масштабным внутренним монологам персонажей. Львиную долю на правах протагониста забирает себе Тандзиро, но и демона Эмму, словно отколовшегося от нагоя-кеи-группы, не обделили, и через экран струятся не только его козни, но и все мысли и чувства. И если подробные комментарии воина с серьгами-ханафуда в какой-то момент утомляют, то альтернативное мировосприятие со стороны Эмму добавляет столкновению очерченности: все-таки борьба людей и демонов не только/не столько видовая, сколько мировоззренческая».

### Награды и номинации
| Список наград и номинаций | Список наград и номинаций                         | Список наград и номинаций                | Список наград и номинаций                  | Список наград и номинаций |
| Год                       | Награда                                           | Категория                                | Номинант(ы)                                | Результат                 |
| ------------------------- | ------------------------------------------------- | ---------------------------------------- | ------------------------------------------ | ------------------------- |
| 2020                      | Hochi Film Award                                  | Лучший анимационный фильм                | «Истребитель демонов: Поезд „Бесконечный“» | Победа                    |
| 2020                      | Премия Nikkan Sports Film Award от Юдзиро Исихары | Лучший режиссёр                          | Харуо Сотодзаки                            | Победа                    |
| 2020                      | Премия Nikkan Sports Film Award от Юдзиро Исихары | Лучший аниме-фильм года                  | «Истребитель демонов: Поезд „Бесконечный“» | Победа                    |
| 2020                      | AMD Award                                         | Гран-при                                 | «Истребитель демонов: Поезд „Бесконечный“» | Победа                    |
| 2021                      | Премия Японской киноакадемии                      | Лучший анимационный фильм года           | «Истребитель демонов: Поезд „Бесконечный“» | Победа                    |
| 2021                      | Премия Японской киноакадемии                      | Лучшая музыка                            | Юки Кадзиура, Го Сиина                     | Победа                    |
| 2021                      | Премия Японской киноакадемии                      | Тематический приз                        | «Истребитель демонов: Поезд „Бесконечный“» | Победа                    |
| 2021                      | Премия Японской киноакадемии                      | Приз фанатских симпатий                  | «Истребитель демонов: Поезд „Бесконечный“» | Победа                    |
| 2021                      | Майнити                                           | Лучший анимационный фильм                | «Истребитель демонов: Поезд „Бесконечный“» | Номинация                 |
| 2021                      | Спутник                                           | Лучший анимационный фильм                | «Истребитель демонов: Поезд „Бесконечный“» | Номинация                 |
| 2021                      | Сэйун                                             | Лучшее медиа                             | «Истребитель демонов: Поезд „Бесконечный“» | Номинация                 |
| 2021                      | Азиатская кинопремия                              | Самый кассовый азиатский фильм 2020 года | «Истребитель демонов: Поезд „Бесконечный“» | Победа                    |
| 2021                      | Tokyo Anime Award                                 | Лучший режиссёр                          | Харуо Сотодзаки                            | Победа                    |
| 2021                      | Tokyo Anime Award                                 | Лучший аниматор                          | Акира Мацусима                             | Победа                    |
| 2021                      | Elan d’or Awards                                  | Приз за особые достижения                | «Истребитель демонов: Поезд „Бесконечный“» | Победа                    |
| 2021                      | Newtype Anime Awards                              | Лучший фильм (театральный релиз)         | «Истребитель демонов: Поезд „Бесконечный“» | Победа                    |
| 2021                      | Newtype Anime Awards                              | Персонаж (мужчина)                       | Кёдзюро Рэнгоку                            | Победа                    |
| 2021                      | Newtype Anime Awards                              | Персонаж (женщина)                       | Нэдзуко Камадо                             | Победа                    |
| 2021                      | Newtype Anime Awards                              | Заглавная тема                           | «Homura»                                   | Победа                    |
| 2021                      | Newtype Anime Awards                              | Режиссёр                                 | Харуо Сотодзаки                            | Победа                    |
| 2022                      | 6th Crunchyroll Anime Awards                      | Лучший фильм                             | «Истребитель демонов: Поезд „Бесконечный“» | Победа                    |
| 2022                      | 6th Crunchyroll Anime Awards                      | Лучшее озвучивание (испанский язык)      | Марсель Наварро                            | Победа                    |
| 2022                      | 6th Crunchyroll Anime Awards                      | Лучшее озвучивание (русский язык)        | Ислам Ганджаев                             | Победа                    |

## Комментарии
1. ↑  Сцена повторяет последние кадры первого сезона аниме-сериала.